# Zwalniak
Zwalniak hamulca, luzownik to urządzenie do odblokowania (wyłączania) dużych, segmentowych hamulców ciernych. Zwalniaki stosuje się również w instalacjach, które pracują w ruchu posuwisto-zwrotnym, czyli w różnego rodzaju zasuwach i zaworach, systemach podnoszenia i opuszczanie zapór. Pod względem napędu zwalniaki dzielą się na elektromechaniczne i elektrohydrauliczne. Od prawidłowego działania zwalniaków hamulcowych w windach i podnośnikach zależy w dużym stopniu normalna praca mechanizmów dźwigowych i bezpieczeństwo korzystających z nich osób.